# Baccaurea reniformis
Baccaurea reniformis är en emblikaväxtart som beskrevs av Tapas Chakrabarty och Mohan Gangopadhyay. Baccaurea reniformis ingår i släktet Baccaurea och familjen emblikaväxter. Inga underarter finns listade i Catalogue of Life.